# ザ・パラッゾ
ザ・パラッツォ（The Palazzo）は、アメリカ合衆国ネバダ州ラスベガスにあるカジノホテルである。
ベネチアン・ホテルと姉妹となるホテル。場所は、ベネチアンとウィン・ラスベガスの間、TIの向かい側。高さ196m。